# Козмополис
Козмополис (порт. Cosmópolis)  —  муниципалитет в Бразилии, входит в штат Сан-Паулу. Составная часть мезорегиона Кампинас. Находится в составе крупной городской агломерации Агломерация Кампинас. Входит в экономико-статистический  микрорегион Кампинас. Население составляет 50 525 человек на 2006 год. Занимает площадь 154,730 км². Плотность населения — 326,5 чел./км².
Праздник города —  30 ноября.

## История
Город основан 30 ноября 1944 года. 

## Статистика
- Валовой внутренний продукт на 2005 составляет 544.736.000,00 реалов (данные: Бразильский институт географии и статистики).
- Валовой внутренний продукт на душу населения на 2003 составляет 9.370,54 реалов (данные: Бразильский институт географии и статистики).
- Индекс развития человеческого потенциала на 2000 составляет 0,799  (данные: Программа развития ООН).

## География
Климат местности: умеренный. В соответствии с классификацией Кёппена, климат относится к категории Cwa.

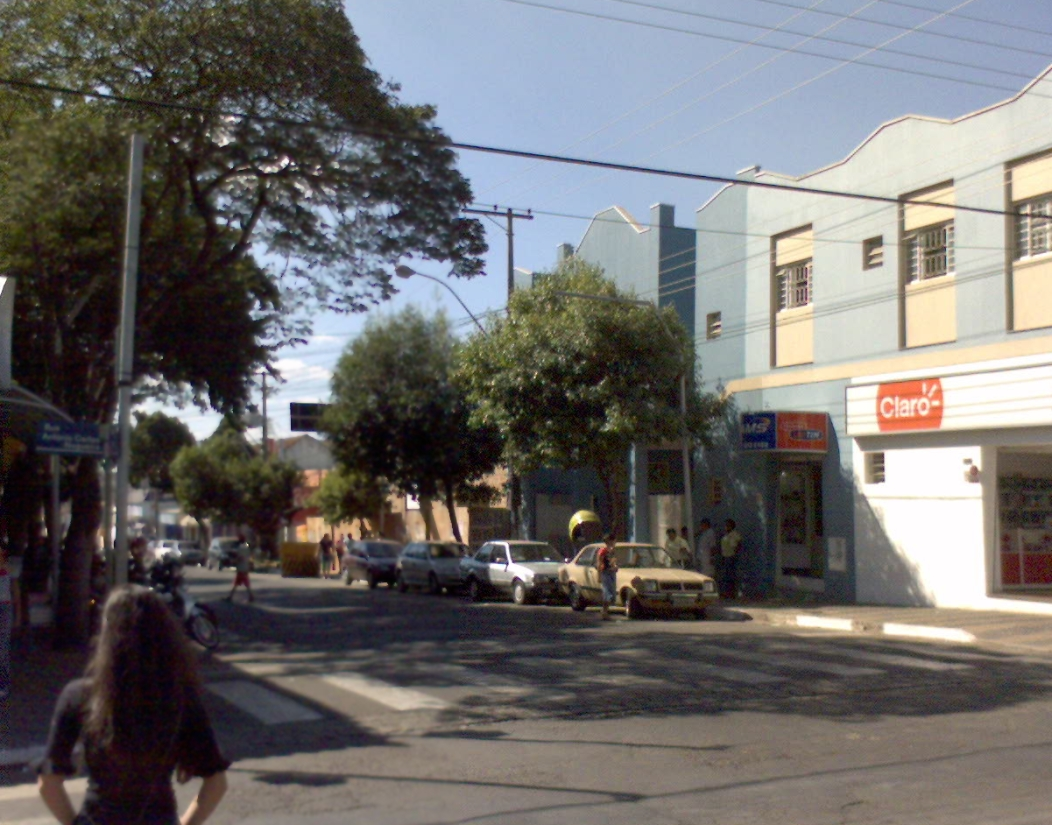